# Період 7 періодичної системи елементів
До сьомого періоду періодичної системи належать елементи сьомого рядка (або сьомого періоду) періодичної системи хімічних елементів. Будова періодичної таблиці заснована на рядках для ілюстрації повторюваних (періодичних) тенденцій у хімічних властивостях елементів при збільшенні атомного номера: новий рядок починається тоді, коли хімічні властивості повторюються, тобто елементи з аналогічними властивостями потрапляють до одного вертикального стовпчика — групи періодичної системи.
Усі атоми сьомого періоду періодичної системи мають сім електронних оболонок. Зовнішня (сьома) електронна оболонка може бути занята максимально 32 електронами (оганесон — [Rn] 5f14 6d10 7s2 7p6). Таким чином сьомий період містить 32 хімічних елементи (стільки ж, скільки і попередній), в тому числі включає особливу групу елементів — актиноїди. У нього входять: францій, радій, актиній, торій, протактиній,  уран, нептуній, плутоній, америцій, кюрій, берклій, каліфорній, ейнштейній, фермій, менделєвій, нобелій, лоуренсій, резерфордій, дубній, сиборгій, борій, гассій, мейтнерій, дармштадтій , рентгеній, коперницій, ніхоній, флеровій, московій, ліверморій, теннессин і оганесон .
Всі елементи сьомого періоду є радіоактивними. Цей період містить найважчий елемент, що зустрічається на Землі в природному вигляді — уран. Більшість наступних елементів були синтезовані штучно. Хоча деякі з них (наприклад, плутоній) тепер доступні в багатотонних кількостях, більшість з них вкрай рідкісні і отримані лише в кількостях кілька мікрограмів або навіть менше. Деякі з останніх елементів синтезовані в лабораторіях зовсім недавно в кількості декількох атомів.
Хоча рідкість багатьох з цих елементів означає, що експериментальних результатів накопичено не так багато, але вже зараз можна сказати, що тенденції в поведінці по групах в 7 періоді, по всій видимості, менш виражені в порівнянні з іншими періодами. Хоча францій і радій дійсно показують типові (і навіть найбільш різко виражені) властивості груп 1 і 2 відповідно. Актиноїди демонструють набагато більшу різноманітність поведінки і ступені окиснення, ніж лантаноїди. Попередні дослідження показують, що елемент групи 14 флеровій (що знаходиться в таблиці періодичної системи хімічних елементів під свинцем), напевно буде інертним газом, а не металом, а елемент групи 18 оганесон, ймовірно не є інертним газом. Ці особливості періоду 7 можуть бути пов'язані з низкою факторів, в тому числі значним впливом спін-орбітальної взаємодії та релятивістських ефектів і також викликані дуже високим позитивним електричним зарядом їх масивних атомних ядер.
Цей період має велику кількість винятків із правила Маделунга, до них відносяться: актиній (Ac), торій (Th), протактиній (Pa), уран (U), нептуній (Np), кюрій (Cm) і можливо, лоуренсій (Lr), дармштадтій (Ds) , берклій (Bk) і резерфордій (Rf).

## Елементи
| Група     | 1         | 2         | 3      | 4      | 5      | 6      | 7      | 8      | 9      | 10     | 11     | 12     | 13     | 14     | 15     | 16     | 17     | 18     |
|           | I         | II        |        |        |        |        |        |        |        |        |        |        | III    | IV     | V      | VI     | VII    | VIII   |
| Символ    | 87 Fr     | 88 Ra     | 89-103 | 104 Rf | 105 Db | 106 Sg | 107 Bh | 108 Hs | 109 Mt | 110 Ds | 111 Rg | 112 Cn | 113 Nh | 114 Fl | 115 Mc | 116 Lv | 117 Ts | 118 Og |
| Актиноїди | Актиноїди | Актиноїди | 89 Ac  | 90 Th  | 91 Pa  | 92 U   | 93 Np  | 94 Pu  | 95 Am  | 96 Cm  | 97 Bk  | 98 Cf  | 99 Es  | 100 Fm | 101 Md | 102 No | 103 Lr |        |

| Лужні метали | Лужноземельні метали | Лантаноїди | Актиноїди | Перехідні метали | Постперехідні метали | Напівметали | Неметали | Галогени | Інертні гази |